# Cerkiew św. Jana Ewangelisty w Strusówce
Cerkiew św. Jana Ewangelisty w Strusówce – nieistniejąca drewniana filialna cerkiew greckokatolicka, która znajdowała się w Strusówce (hromada Zawodśke, rejon czortkowski, obwód tarnopolski).
W latach 1732-1733 parafię wizytował o. Sylwester Malski OSBM. Wiadomo, że w tych latach proboszczem kościoła był o. Mateusz Mołczanka.
W latach 1760 i 1775 parafia i kościół należały do dekanatu Czortków eparchii lwowskiej.